# Rikenette Steenkamp
Rikenette Steenkamp (ur. 16 października 1992) – południowoafrykańska lekkoatletka specjalizująca się w biegach płotkarskich.
Zadebiutowała w 2009, osiągając półfinał mistrzostw świata juniorów młodszych w Bressanone. W 2014 zdobyła w Marrakeszu mistrzostwo Afryki. W tym samym roku była piąta podczas pucharu interkontynentalnego.
Wielokrotna złota medalistka mistrzostw RPA.
Rekordy życiowe: bieg na 100 metrów przez płotki – 12,81 (1 lipca 2018, La Chaux-de-Fonds) rekord Południowej Afryki, bieg na 60 metrów przez płotki – 8,17 (21 lutego 2020, Madryt) rekord Południowej Afryki.

## Osiągnięcia
| Rok  | Impreza                               | Miejsce    | Konkurencja                               | Lokata     | Wynik |
| ---- | ------------------------------------- | ---------- | ----------------------------------------- | ---------- | ----- |
| 2009 | Mistrzostwa świata juniorów młodszych | Bressanone | bieg na 100 metrów przez płotki (76,2 cm) | półfinał   | 13,61 |
| 2014 | Mistrzostwa Afryki                    | Marrakesz  | bieg na 100 metrów przez płotki           | 1. miejsce | 13,26 |
| 2014 | Puchar interkontynentalny             | Marrakesz  | bieg na 100 metrów przez płotki           | 5. miejsce | 13,16 |
| 2018 | Mistrzostwa Afryki                    | Asaba      | bieg na 100 metrów przez płotki           | 2. miejsce | 13,18 |
| 2019 | Mistrzostwa świata                    | Doha       | bieg na 100 metrów przez płotki           | półfinał   | 12,96 |